# Mangunharjo (Adimulyo)
Mangunharjo is een bestuurslaag in het regentschap Kebumen van de provincie Midden-Java, Indonesië. Mangunharjo telt 1306 inwoners (volkstelling 2010).